# Mogyoró (keresztnév)
A Mogyoró név 2019-ben került fel az anyakönyvezhető utónevek listájára. A nevet 2018. október 8-án fogadták el a 2018. szeptember 12-én MTA Nyelvtudományi Intézetéhez beküldött kérelem alapján. A kért utónév vonatkozásában az anyakönyvi eljárásról szóló 2010 évi I. törvény 44 § (4) bekezdése alapján a Magyar Tudományos Akadémia Nyelvtudományi Intézete a 2018/317. számú állásfoglalásában az utónév anyakönyvezését támogatta, a Mogyoró női utónevet az utónévjegyzékbe felvette.[forrás?]
Becézése: Mogyi, Mogyesz, Mogyeszka, Mogyika.

## Eredete és jelentése
A mogyoró szó finnugor eredetű, az elavult "mony" (tojás) főnév -ó kicsinyítő képzővel ellátott alakja. A szó belseji "r" szintén kicsinyítő szerepű névszóképző. Az elnevezés feltehetőleg a mogyoró és a tojás alaki hasonlóságán alapul.

## Névnap
Nincs hivatalos névnapja. Ajánlott névnapok: január 15., április 15., július 15., október 15.